# Felix Möller
Felix Möller, född 4 september 2002 i Henstedt-Ulzburg i Tyskland, är en svensk handbollsspelare. Han är mittsexa och spelar för Aalborg Håndbold.

## Karriär

### Klubblag
Felix Möllers moderklubb är IK Sävehof, som han fortsatt spelar för. Säsongerna 2022/2023 och 2023/2024 blev han uttagen i Handbollsligans All-Star Team. Från sommaren 2024 har han kontrakt med danska Aalborg Håndbold.

### Landslag
Han deltog i U19-EM som hölls sommaren 2021.
Han debuterade för A-landslaget i landskamp mot Polen i november 2021. Han blev uttagen att delta i EM 2022, men fick inte så mycket speltid under mästerskapet. I mars 2022 blev han åter uttagen till landskamper mot Polen, och 17 mars gjorde han sitt första A-landslagsmål.
Han deltog U20-EM 2022, där Sverige kom på fjärde plats. Han deltog även i U21-VM 2023.

## Meriter
- SM-Guld 2021 och 2024 med IK Sävehof
- Svensk cupmästare 2022 med IK Sävehof

Individuella utmärkelser
- All-Star Team Handbollsligan 2022/2023[3] och 2023/2024[4]

## Privat
Han är yngre bror till handbollsmålvakten Simon Möller, och son till tidigare handbollsspelaren Peter Möller. Han är född i Tyskland då hans pappa spelade handboll där.